# Jan Kuiler

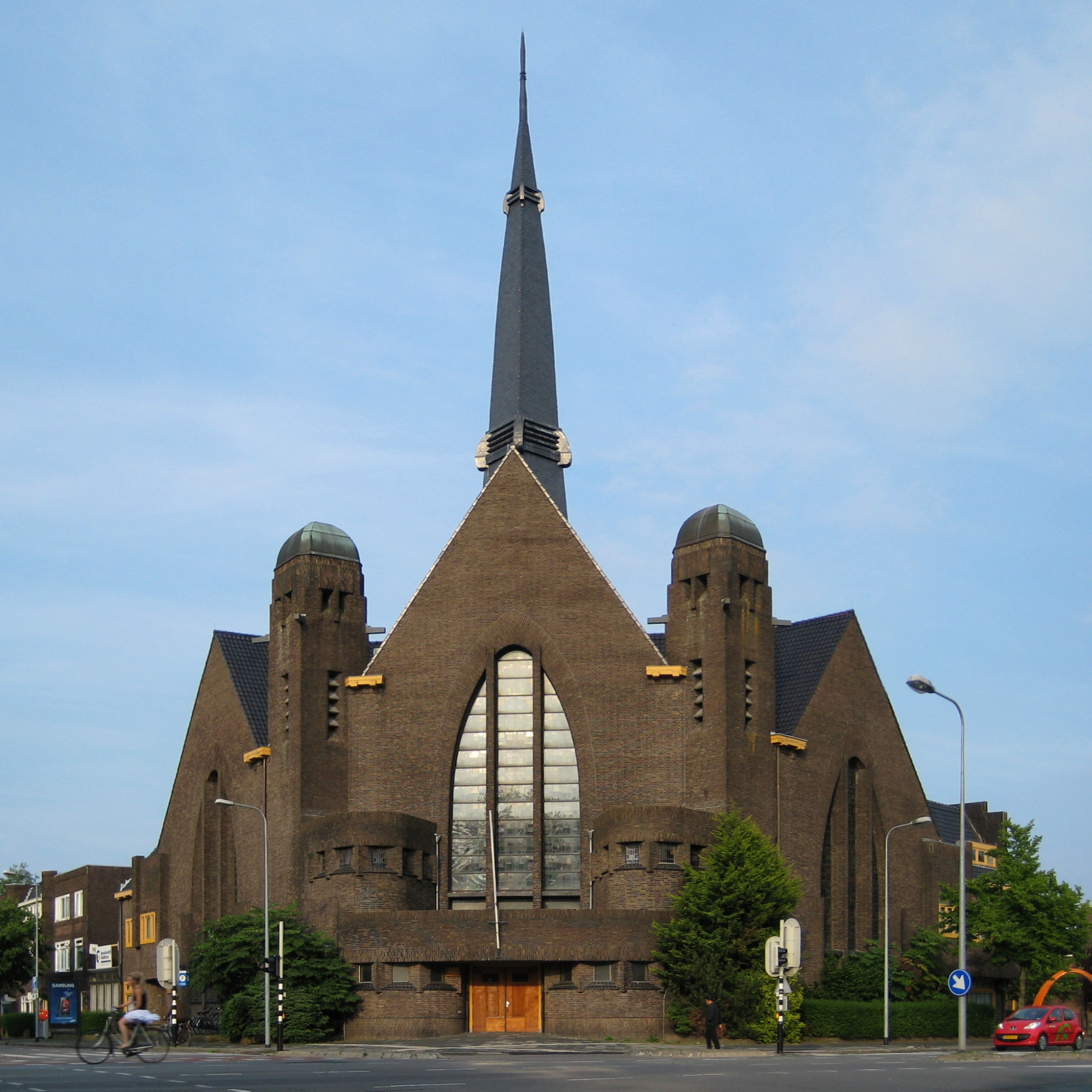
De Oosterkerk (1927–1929) in Groningen (2009)

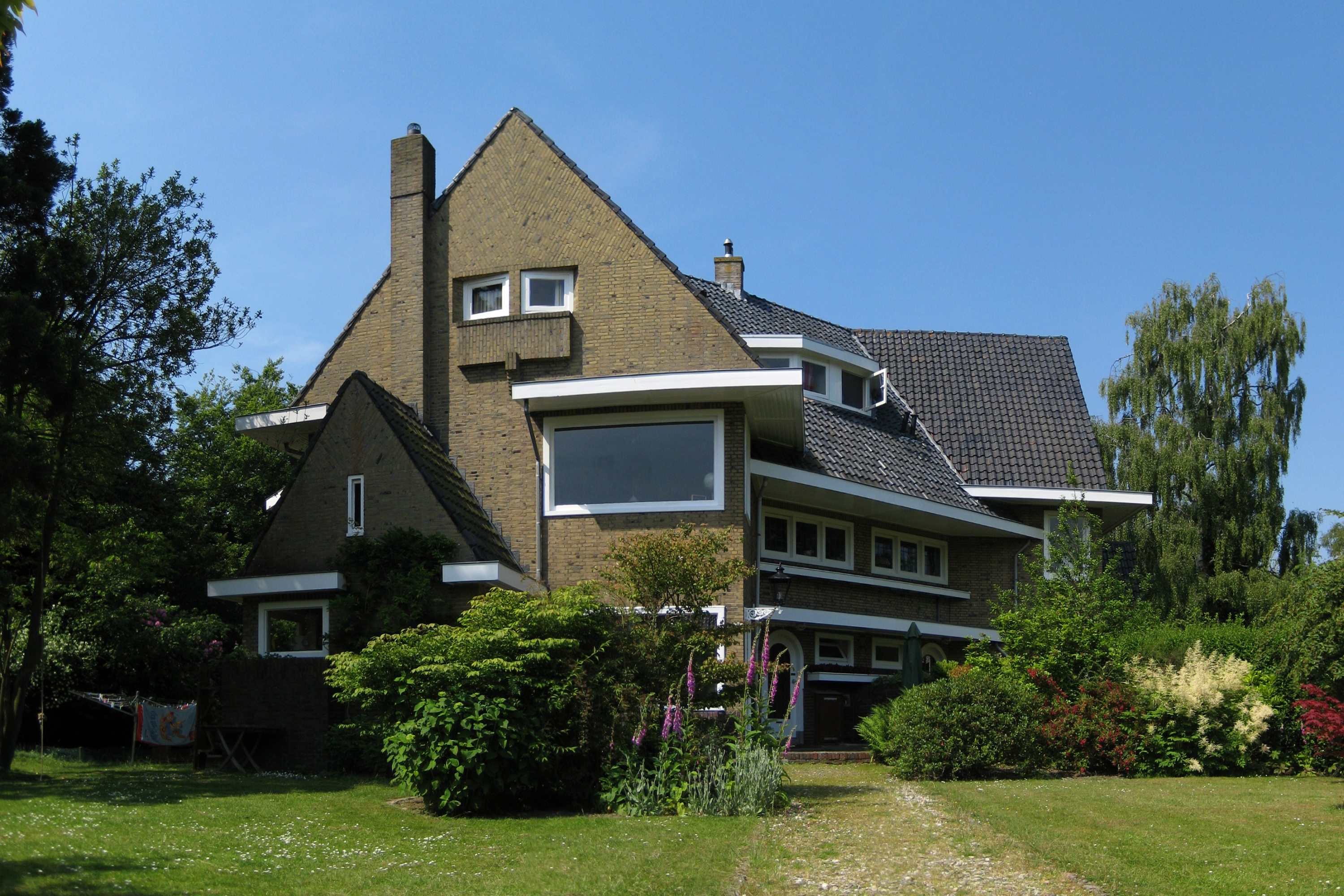
Dubbel landhuis (1931) in Groningen (2010)

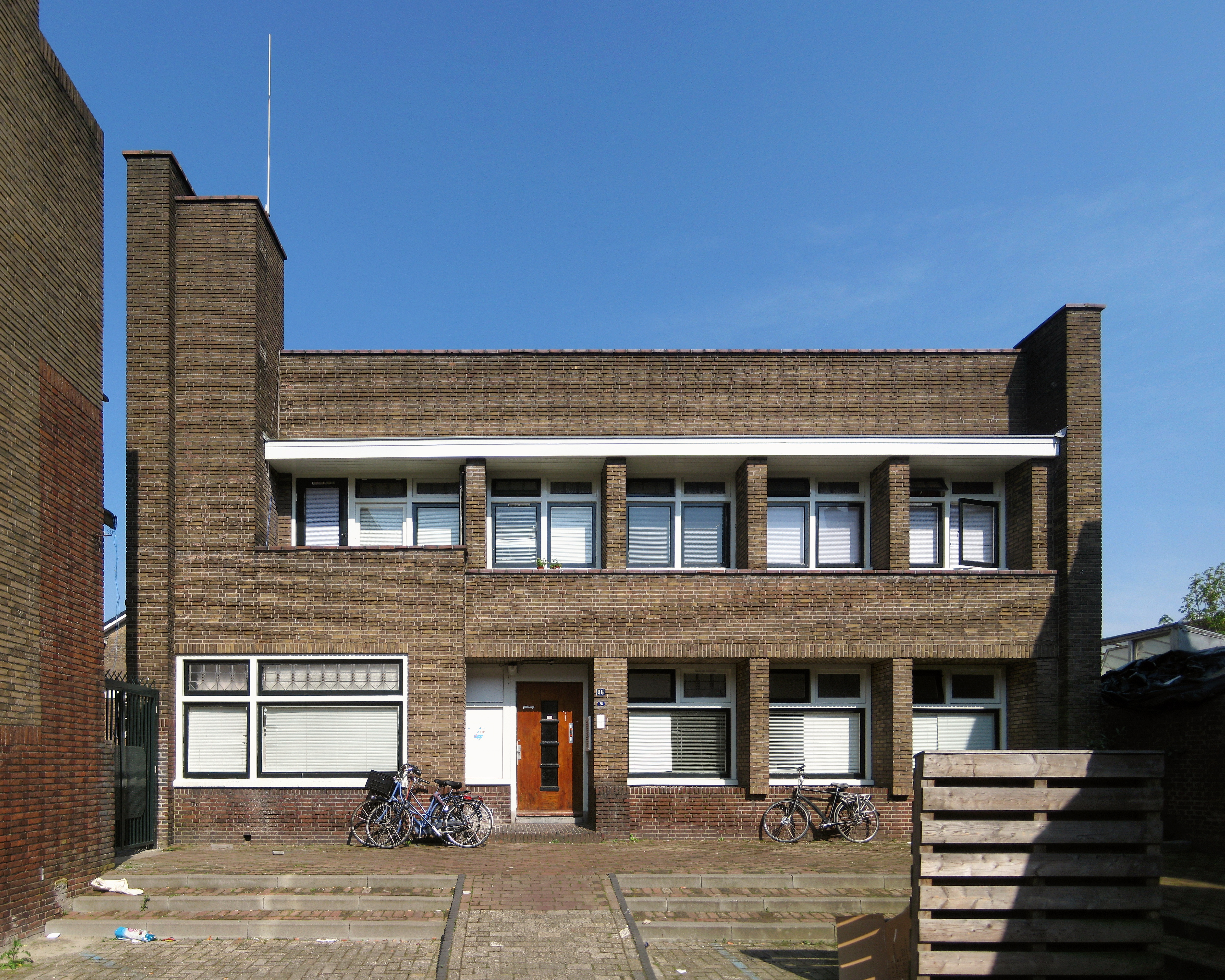
Voormalig Joods bejaardenhuis Beth Zekenim (1931–1932) in Groningen (2012)

Jan Eliza Christina Kuiler (Rotterdam, 22 maart 1883 – Bergen op Zoom, 10 april 1957), in vakliteratuur doorgaans J. Kuiler of Jan Kuiler genoemd, was een Nederlandse architect.

## Leven en werk
Kuiler was vooral in het noorden van het land actief, meestal samen met zijn Groninger vakgenoot Lucas Drewes (1870-1969), met wie hij in Groningen vanaf 1916 het architectenbureau Kuiler en Drewes dreef. Samen ontwierpen ze een groot aantal villa's, landhuizen, fabrieken en kerken, waaronder de Oosterkerk in Groningen. Ook de Puddingfabriek in die stad is van hun hand. Verschillende door Kuiler en Drewes ontworpen bouwwerken zijn aangewezen als rijks- of gemeentelijk monument.

## Werken (selectie)
- 1913: Herenhuis aan de Hereweg in Groningen (zonder L. Drewes)[4]
- 1913: Villa aan de Rijksstraatweg, Haren[5][6]
- 1914: Voorhuis van villaboerderij Groot Hoijsum, Warffum (zonder L. Drewes)[7]
- 1916: Eendrachtskade Noordzijde 19, Groningen[bron?]
- 1916: Landhuis aan de Rijksstraatweg, Haren[8]
- 1917: Groentenconservenfabriek Hunsingo, Winsum[9]
- 1918: Poortgebouw met aula en dienstwoning, begraafplaats De Eshof, Haren[10][11]
- 1918: Verbouwing Huize Hemmen, Rijksstraatweg 63, Haren[bron?]
- 1920: Noorderkerk, Groningen[12]
- 1921: Woonhuis aan de Weg voor de Jagerskampen, Haren[13]
- 1922: Villa Huis ter Aa, Meentweg 17, Glimmen[bron?]
- 1922: Villa De Jagerskampen, Haren (in 1931 verbouwd, opnieuw door Kuiler & Drewes)[14]
- 1923: Odd Fellowhuis, Groningen[15]
- 1923–1924: Bankgebouw aan de Vismarkt, Groningen[16]
- 1927–1929: Oosterkerk, Groningen[1]
- 1929: Winkel en opslagruimte Sledemennerstraat 10, Groningen[bron?]
- 1930: Villa aan de Terborgsteeg, Haren[17]
- 1930: Villa aan de Westerse Drift, Haren[18]
- 1931: Dubbel landhuis aan de Hondsruglaan/Quintuslaan, Groningen[2]
- 1931: Puddingfabriek A.J. Polak, Groningen[19]
- 1931: Vm. Joods bejaardenhuis Beth Zekenim, Groningen[3]
- 1931: Villa De Dobbe, Haren[20]
- 1931: Villa Lindenhof, Haren[21]
- 1936: Villa aan de Dilgtweg, Haren[22]
- 1938: Woonhuis van een boerderij aan de Brink, Norg[23]
- 1939–1940: Portieketagewoningen, J. C. Kapteynlaan; Petrus Driessenstraat; C.H. Petersstraat, Groningen[24]
- 1950: Hervormde kerk, Wapenveld[25]
- 1952: Immanuëlkerk, Capelle aan den IJssel[26]
- 1954: Gereformeerde kerk, Houwerzijl[27]